# یو. بی. سی. اس (رزیدنت ایول)
سرویس مقابله باخطرات بیولوژیکی آمبرلا (به انگلیسی Umbrella Biohazard Countermeasure Service و به شکل کوتاه شده (U.B.C.S))، نام یک واحد نظامی و امنیتی در سری بازی رزیدنت ایول است. U.B.C.S، در حقیقت یک نیروی انجام عملیات‌های ویژه بود که توسط شرکت آمبرلا و شخص سرگئی ولادیمیر، برای مقابله با خطرهای احتمالی آزمایش‌های غیرقانونی خودشان، پایه‌گذاری شده بود. افراد این واحد امنیتی دارای مهارت‌های فراوانی بودند و در انجام مأموریت‌هایشان بسیار آگاهانه رفتار می‌کردند. در جریان طغیان ویروس تی در شهر راکون، آمبرلا برخی از افراد U.B.C.S را با لباس‌های پلیس شهر در شهر مستقر نمود تا در برابر این فاجعه بایستند، گرچه آن‌ها تلاش زیادی برای مهار ویروس انجام دادند اما این فاجعه فراتر از وصف کردن بود. در میان افراد U.B.C.S که در شهر بودند، کارلوس اولیویرا تنها عضو از این تیم بود که موفق شد از شهر راکون فرار کند.

## افراد U.B.C.S در شهر راکون
آمبرلا میان ۱۲۰ تا ۲۰۰ نیروی U.B.C.S را در جریان طغیان شهر راکون، در این شهر مستقر کرد، که برخی از آن‌ها به این شرح هستند:
- رستهٔ آلفا
  - مورفی سیکر (دستهٔ A)
  - هانک (سردسته آلفا)
- رستهٔ براوو
  - تایرل پاتریک (دستهٔ A، مسئول ارتباطی)
- رستهٔ دلتا
  - میخائیل ویکتور (سرکردهٔ رسته)
  - کارلوس اولیویرا (دستهٔ A)
  - نیکولای گینووائف (دستهٔ B، مسئول ارتباطی)
  - کارل (دستهٔ B، از افراد نیکولای)
  - داستین (دستهٔ B، از افراد نیکولای)
- رستهٔ نامشخص
  - آرنولد (این شخص احتمالاً چارلی پلاتون است)
  - بیلی
  - کمپبل
  - اد
  - کلاوس (سرکردهٔ دسته)
  - مک
  - مت
  - نورمن
  - روبرتو
  - راجر
- حضور این واحد نظامی در این سری: رزیدنت ایول ۳: نمسیس، رزیدنت ایول: طغیان، رزیدنت ایول: طغیان: پرونده ۲، فیلم سینمایی رزیدنت ایول: آخرالزمان و بایوهازارد ۴بعدی-اکسیکیوتر.